# Yddingen
Yddingen este o arie protejată (arie specială de conservare — SAC, sit de importanță comunitară — SCI) din Suedia întinsă pe o suprafață de 10 ha, integral pe uscat.

## Localizare
Centrul sitului Yddingen este situat la coordonatele 55°32′13″N 13°13′58″E / 55.5369°N 13.2327°E.

## Înființare
Situl Yddingen a fost declarat sit de importanță comunitară în iulie 2000 pentru a proteja 1 specie de animale. Situl a fost protejat și ca arie specială de conservare în martie 2011.

## Biodiversitate
Situată în ecoregiunea continentală, aria protejată conține 3 habitate naturale: Păduri caducifoliate de mlaștină fino-scandinave, Păduri aluvionare cu Alnus glutinosa și Fraxinus excelsior (Alno-Padion, Alnion incanae, Salicion albae), Mlaștini turboase de tranziție și turbării mișcătoare.
La baza desemnării sitului se află o specie protejată de  nevertebrate: Vertigo moulinsiana.